# Arctesthes perornata
Arctesthes perornata là một loài bướm đêm trong họ Geometridae.